# Tournoi pré-olympique de la CAF 1986-1988
Navigation
Los Angeles 1984 Barcelone 1992
Le tournoi pré-olympique de la CAF 1986-1988 a eu pour but de désigner les 3 nations qualifiées au sein de la zone Afrique pour participer au tournoi final de football, disputé lors des Jeux olympiques de Séoul en 1988,,.
Le tournoi africain de qualifications pour les Jeux olympiques d’été de 1988 s’est déroulé sur trois tours entre le 16 novembre 1986 et le 31 janvier 1988. Les trois qualifiés au tournoi olympique ont été déterminés, au terme d'un tour préliminaire et de trois rondes répartissant les 27 nations inscrites au départ, à l'issue d'un système à élimination directe disputé en match aller-retour, lors desquels la règle des buts marqués à l'extérieur est d'application. Après le troisième tour, le Nigeria, la Tunisie et la Zambie se sont qualifiés pour le tournoi olympique.

## Pays qualifiés
| Dates                                  | Lieu      | Places | Qualifiés              |
| -------------------------------------- | --------- | ------ | ---------------------- |
| du 16 novembre 1986 au 31 janvier 1988 | Itinérant | 3      | Nigeria Tunisie Zambie |

## Format des qualifications
Dans le système à élimination directe avec des matches aller et retour, en cas d'égalité parfaite au score cumulé des deux rencontres, les mesures suivantes sont d'application :

- La règle des buts marqués à l'extérieur est en vigueur,
- Organisation de prolongations et, au besoin, d'une séance de tirs au but, si les deux équipes sont toujours à égalité au terme des prolongations.

## Résultats des qualifications

### Tour préliminaire
| Équipe 1  | Résultat | Équipe 2           | Aller | Retour |
| --------- | -------- | ------------------ | ----- | ------ |
| Rwanda    | 2 - 8    | Malawi             | 2 - 5 | 0 - 3  |
| Botswana  | -        | Madagascar forfait | -     | -      |
| Swaziland | -        | Maurice forfait    | -     | -      |

#### Détail des rencontres
| 16 novembre 1986 | Rwanda | 2 - 5   | Malawi | Stade Amahoro Kigali, Rwanda |
|                  |        | (? - ?) |        |                              |

| 30 novembre 1986 | Malawi | 3 - 0   | Rwanda | Stade des Jeunes (en) Lilongwe, Malawi |
|                  |        | (? - ?) |        |                                        |

|  | Botswana | Q. - forfait | Madagascar |  |  |
|  |          |              |            |  |  |

|  | Swaziland | Q. - forfait | Maurice |  |  |
|  |           |              |         |  |  |

### Premier tour
| Équipe 1      | Résultat | Équipe 2         | Aller | Retour   |
| ------------- | -------- | ---------------- | ----- | -------- |
| Sierra Leone  | 1 - 2    | Tunisie          | 1 - 0 | 0 - 2    |
| Swaziland     | 1 - 8    | Zimbabwe         | 0 - 2 | 1 - 6    |
| Botswana      | 0 - 7    | Zambie           | 0 - 4 | 0 - 3    |
| Égypte        | 7 - 1    | Kenya            | 4 - 0 | 3 - 1    |
| Malawi        | 1 - 4    | Cameroun         | 1 - 1 | 0 - 3    |
| Ouganda       | 6 - 2    | Mozambique       | 4 - 1 | 2 - 1    |
| Ghana         | 3 - 0    | Sénégal          | 2 - 0 | 1 - 0    |
| Liberia       | 3 - 5    | Nigeria          | 2 - 1 | 1 - 4    |
| Soudan        | 2 - 4 ap | Algérie          | 1 - 1 | 1 - 3 ap |
| Côte d’Ivoire | -        | Guinée forfait   | -     | -        |
| Libye         | -        | Éthiopie forfait | -     | -        |
| Maroc         | -        | Gambie forfait   | -     | -        |

#### Détail des rencontres
| 16 mai 1987 | Sierra Leone | 1 - 0 | Tunisie | Siaka Stevens Stadium Freetown, Sierra Leone |                         |
|             | Thomas 25e   | (1 - 0) |         | Arbitrage : Badara Sène                      | Arbitrage : Badara Sène |
|             | Équipes      | Ben Othman - Ben Neji (en), Bouzgarrou, Ben Yahia, Jebara, Mahjoubi - Gharbi (it), Mehedhebi (en) ( Khelil), Abid (en) ( Rouissi) - Jeridi, Abdelli |         | Arbitrage : Badara Sène                      | Arbitrage : Badara Sène |

| 31 mai 1987 | Tunisie                   | 2 - 0   | Sierra Leone | Stade olympique d'El Menzah Tunis, Tunisie |                                 |
| | Jebara 40e · Rakbaoui 59e | (1 - 0) |              | Arbitrage : Abderrahmane Bergui            | Arbitrage : Abderrahmane Bergui |
| | Rapport                   |         |              | Arbitrage : Abderrahmane Bergui            | Arbitrage : Abderrahmane Bergui |
| Ben Othman - Mizouri (en), Abderrazak Chehat, Ben Yahia, Jebara - Mahjoubi, Ben Neji (en), Rakbaoui ( Jeridi), Rouissi - Abdelli, Abid (en) ( Gharbi (it)) | Équipes                   |         |              | Arbitrage : Abderrahmane Bergui            | Arbitrage : Abderrahmane Bergui |

| 7 juin 1987 | Swaziland | 0 - 2   | Zimbabwe              | Somhlolo National Stadium Lobamba, Swaziland |                                             |
|             |           | (? - ?) | Ndunduma · Tauro (en) | Spectateurs : 9 000 Arbitrage : Lele Sebele  | Spectateurs : 9 000 Arbitrage : Lele Sebele |

| 13 juin 1987 | Botswana | 0 - 4 | Zambie                                        | Botswana National Stadium Gaborone, Botswana |                                |
| |          | (? - ?) | Simukonda · Nyirenda (pén.) · Kazika · Msiska | Arbitrage : Eganaden Cadressen               | Arbitrage : Eganaden Cadressen |
| | Rapport  | |                                               | Arbitrage : Eganaden Cadressen               | Arbitrage : Eganaden Cadressen |
| Mading - Chikumbudzi, Kaisas, Maswadi ( Kooitsiwe), Mabile - Mzila, Ntebela, Radipotsane, Ramanoko - Rathedi, Pelekekae | Équipes  | Chabala - Chitalu (en) ( Mwula), Simukonda, Kazika, Monde ( Chabinga (en)) - Kashimoto (en), Msiska, Mwanza, Makinka - Melu, Nyirenda |                                               | Arbitrage : Eganaden Cadressen               | Arbitrage : Eganaden Cadressen |

| 21 juin 1987 | Zimbabwe                                          | 6 - 1   | Swaziland | Rufaro Stadium (en) Harare, Zimbabwe            |                                                 |
|              | Tauro (en) · Kumalo · Chunga (en) · Makanza-Lunga | (? - ?) | Dube      | Spectateurs : 12 000 Arbitrage : Bester Kalombo | Spectateurs : 12 000 Arbitrage : Bester Kalombo |

| 21 juin 1987 | Zambie          | 3 - 0   | Botswana | Independence Stadium (en) Lusaka, Zambie |                             |
|              | Melu · Nyirenda | (? - ?) |          | Arbitrage : Kambaji Kabongo              | Arbitrage : Kambaji Kabongo |

| 27 juin 1987 | Égypte                                | 4 - 0 | Kenya | Nasser Stadium Le Caire, Égypte |                         |
| | Ramadan 30e 67e 70e · Abdel Hamid 60e | (1 - 0)                                                                                                  |       | Arbitrage : Neji Jouini         | Arbitrage : Neji Jouini |
| Al Batal - Shehata (ar), Al Sayed, Omar (en), Yassin - Abdelghani, Gharib, Younes (en) ( Saad), Abdel Hamid - Soliman (en), El Kass ( Ramadan) | Équipes                               | K. Ochieng - Juma, Kheri, Ogolla, Weche - Magongo, Otieno, Odembo, Nandwa ( S. Onyango) - Mulamba, Ayoyi |       | Arbitrage : Neji Jouini         | Arbitrage : Neji Jouini |

| 27 juin 1987 | Malawi    | 1 - 1                                                                             | Cameroun   | Stade des Jeunes (en) Lilongwe, Malawi |                              |
|              | Waya (en) | (? - ?)                                                                           | Kana-Biyik | Arbitrage : Kabalamuna Chayu           | Arbitrage : Kabalamuna Chayu |
|              | Équipes   | Songo'o - Kundé, Tataw, ?, ? - Kana-Biyik, Mbouh, M'Fédé, ? - Djonkep, Omam-Biyik |            | Arbitrage : Kabalamuna Chayu           | Arbitrage : Kabalamuna Chayu |

| 27 juin 1987 | Ouganda         | 4 - 1   | Mozambique | Stade Nakivubo Kampala, Ouganda  |                                  |
|              | Musisi · Omondi | (? - ?) | Chiquinho  | Arbitrage : Osman Mohamud Halane | Arbitrage : Osman Mohamud Halane |
|              | Rapport         |         |            | Arbitrage : Osman Mohamud Halane | Arbitrage : Osman Mohamud Halane |

| 28 juin 1987 | Ghana       | 2 - 0   | Sénégal | Kumasi Sports Stadium Kumasi, Ghana            |                                                |
|              | Gyamfi (en) | (? - ?) |         | Spectateurs : 60 000 Arbitrage : Gaston Engoua | Spectateurs : 60 000 Arbitrage : Gaston Engoua |

| 28 juin 1987 | Liberia | 2 - 1 | Nigeria | Samuel Kanyon Doe Sports Complex Monrovia, Liberia |                                               |
|              | Jallah  | (? - ?) | Siasia  | Spectateurs : 25 000 Arbitrage : Karim Camara      | Spectateurs : 25 000 Arbitrage : Karim Camara |
|              | Équipes | Obi (en) - Sofoluwe (en), Adeshina, Odu, Omokaro (en) - Obobaifo (en), Akanni (en), Nwosu, Edobor - Siasia, Ekarika ( Odiaka) |         | Spectateurs : 25 000 Arbitrage : Karim Camara      | Spectateurs : 25 000 Arbitrage : Karim Camara |

| 28 juin 1987 | Soudan       | 1 - 1 | Algérie    | Stade municipal Khartoum, Soudan                     |                                                      |
|              | Ezzedine 82e | (0 - 0) | Boukar 70e | Spectateurs : 25 000 Arbitrage : Mohamed Hossameldin | Spectateurs : 25 000 Arbitrage : Mohamed Hossameldin |
|              | Rapport      | |            | Spectateurs : 25 000 Arbitrage : Mohamed Hossameldin | Spectateurs : 25 000 Arbitrage : Mohamed Hossameldin |
|              | Équipes      | Drid - Chaïb, Belgherbi, Megharia, Benhalima - Maatar, Kaci-Saïd ( Boukar), Belloumi, Mansouri - Bellal, Menad |            | Spectateurs : 25 000 Arbitrage : Mohamed Hossameldin | Spectateurs : 25 000 Arbitrage : Mohamed Hossameldin |

| 10 juillet 1987                                                                                                  | Algérie                      | 3 - 1 a. p.                                                                                        | Soudan           | Stade du 19-Mai Annaba, Algérie                |                                                |
| | Menad 85e 119e · Sandjak 97e | (0 - 1, 1 - 1)                                                                                     | Gamal El Din 15e | Spectateurs : 90 000 Arbitrage : Baba Laouissi | Spectateurs : 90 000 Arbitrage : Baba Laouissi |
| Kadri - Chaïb, Belgherbi, Megharia, Benhalima ( Maatar) - Kechamli, Kaci-Saïd, Belloumi - Sandjak, Menad, Madjer | Équipes                      | Breima - Adam, Magdi, Mansour, Gamel - Ezzedine, Abdelaziz, Hashim, Walid - Gamal El Din, Mohammed |                  | Spectateurs : 90 000 Arbitrage : Baba Laouissi | Spectateurs : 90 000 Arbitrage : Baba Laouissi |

| 11 juillet 1987 | Sénégal | 0 - 1   | Ghana       | Stade Léopold-Sédar-Senghor Dakar, Sénégal |                         |
|                 |         | (? - ?) | Arthur (en) | Arbitrage : Mark Dormoh                    | Arbitrage : Mark Dormoh |

| 11 juillet 1987 | Nigeria        | 4 - 1   | Liberia | Surulere Stadium Lagos, Nigeria |                            |
| | Siasia · Nwosu | (? - ?) | ?       | Arbitrage : Célestin N'Cho      | Arbitrage : Célestin N'Cho |
| Rufai - Sofoluwe (en), Adeshina, Eboigbe, Omokaro (en) - Igbinobaro, Akanni (en), Nwosu, Edobor - Siasia ( Obobaifo (en)), Okorowanta ( Ekarika) (Keshi serait aussi crédité d'une cape) | Équipes        |         |         | Arbitrage : Célestin N'Cho      | Arbitrage : Célestin N'Cho |

| 12 juillet 1987 | Kenya      | 1 - 3 | Égypte                          | Centre sportif international Moi Nairobi, Kenya |                                  |
| | Oyiela 49e | (0 - 2) | Gharib 5e 38e · Abdel Hamid 57e | Arbitrage : Getachew Gebremarian                | Arbitrage : Getachew Gebremarian |
| | Rapport    | |                                 | Arbitrage : Getachew Gebremarian                | Arbitrage : Getachew Gebremarian |
| K. Ochieng - Juma, Ogolla, Weche, D. Ochieng - Nandwa ( 72e Odembo), S. Onyango, Mulamba ( 61e G. Onyango), Ayoyi - Oyiela, Dawo | Équipes    | Al Batal - Shehata (ar), Al Sayed, Omar (en), Yassin - Abdelghani, Gharib, Younes (en) ( 46e Abdel Halim), Abdel Hamid - Soliman (en), Ramadan |                                 | Arbitrage : Getachew Gebremarian                | Arbitrage : Getachew Gebremarian |

| 12 juillet 1987                                                              | Cameroun                               | 3 - 0   | Malawi | Stade Ahmadou-Ahidjo Yaoundé, Cameroun                             |                                                                    |
|                                                                              | Kundé 46e · Tataw 63e · Kana-Biyik 87e | (0 - 0) |        | Spectateurs : 12 000 Arbitrage : Dodji Mawuk Hounnaké-Kouassi (hu) | Spectateurs : 12 000 Arbitrage : Dodji Mawuk Hounnaké-Kouassi (hu) |
| Songo'o - Kundé, Tataw, ?, ? - Kana-Biyik, Mbouh, M'Fédé, ? - Djonkep, Milla | Équipes                                |         |        | Spectateurs : 12 000 Arbitrage : Dodji Mawuk Hounnaké-Kouassi (hu) | Spectateurs : 12 000 Arbitrage : Dodji Mawuk Hounnaké-Kouassi (hu) |

| 12 juillet 1987 | Mozambique | 1 - 2   | Ouganda | Estádio da Machava (en) Maputo, Mozambique |                              |
|                 |            | (? - ?) |         | Arbitrage : Guy Rakotoarison               | Arbitrage : Guy Rakotoarison |

|  | Côte d’Ivoire | Q. - forfait | Guinée |  |  |
|  |               |              |        |  |  |

|  | Libye | Q. - forfait | Éthiopie |  |  |
|  |       |              |          |  |  |

|  | Maroc | Q. - forfait | Gambie |  |  |
|  |       |              |        |  |  |

### Deuxième tour
| Équipe 1      | Résultat | Équipe 2      | Aller | Retour   |
| ------------- | -------- | ------------- | ----- | -------- |
| Ouganda       | 2 - 6    | Zambie        | 2 - 1 | 0 - 5    |
| Ghana         | 2 - 2 E  | Cameroun      | 0 - 0 | 2 - 2    |
| Tunisie       | 1 - 0 ap | Égypte        | 0 - 0 | 1 - 0 ap |
| Zimbabwe      | 0 - 2    | Nigeria       | 0 - 0 | 0 - 2    |
| Côte d’Ivoire | 1 - 2    | Maroc         | 0 - 0 | 1 - 2    |
| Algérie       | -        | Libye forfait | -     | -        |

#### Détail des rencontres
| 3 octobre 1987                                                                                    | Ouganda                 | 2 - 1                                                                                                   | Zambie   | Stade Nakivubo Kampala, Ouganda |                                |
|                                                                                                   | Musisi 55e · Vvubya 59e | (0 - 0)                                                                                                 | Melu 87e | Arbitrage : Tesfaye Gebreyesus  | Arbitrage : Tesfaye Gebreyesus |
|                                                                                                   | Rapport                 | |          | Arbitrage : Tesfaye Gebreyesus  | Arbitrage : Tesfaye Gebreyesus |
| Tebusweke - Latigo, Otto, Hasule (en), Mugalu - Omondi, Nkata, Bogere, Kateregga - Vvubya, Musisi | Équipes                 | Chabala - Chishala, Kapambwe, Melu, Simukonda - Kashimoto (en), Zyambo, Makinka, Agunyu - Monday, Jumbe |          | Arbitrage : Tesfaye Gebreyesus  | Arbitrage : Tesfaye Gebreyesus |

| 4 octobre 1987                                                                                              | Ghana   | 0 - 0 | Cameroun | Kumasi Sports Stadium Kumasi, Ghana |                          |
| |         | (0 - 0) |          | Arbitrage : Idrissa Sarr            | Arbitrage : Idrissa Sarr |
| Ansah - Eshun (en), Aboagye, Asiedu, Tegoe - Gyamfi (en), Acquaye, Abdul Razak - Smith, Acquah, Kofi Abbrey | Équipes | Songo'o - Tataw, Kundé, Abena, Ntamark - Abega, Dang, Mbouh, M'Fédé - Feutmba, Omam-Biyik (Remplaçant utilisé: Kana-Biyik) |          | Arbitrage : Idrissa Sarr            | Arbitrage : Idrissa Sarr |

| 4 octobre 1987 | Tunisie | 0 - 0 | Égypte | Stade olympique d'El Menzah Tunis, Tunisie |                           |
| |         | (0 - 0) |        | Arbitrage : Baba Laouissi                  | Arbitrage : Baba Laouissi |
| Chouchane (en) - El-Ouachi (en), Mizouri (en), Maâloul - Ben Yahia ( Abid (en)), Abdelli, Mahjoubi, Braham, Jeridi ( Limam) - Mehedhebi (en), Azzabi | Équipes | Shobair - Shehata (ar), Al Sayed, Omar (en), Saad - Youssef, Abdelghani, Younes (en) ( Ramzy), El Kass - Ramadan ( Abdel Hamid), Hassan |        | Arbitrage : Baba Laouissi                  | Arbitrage : Baba Laouissi |

| 4 octobre 1987 | Zimbabwe | 0 - 0 | Nigeria | Rufaro Stadium (en) Harare, Zimbabwe |                                   |
|                |          | (0 - 0) |         | Arbitrage : Hafidh Ali Tahir (sw)    | Arbitrage : Hafidh Ali Tahir (sw) |
|                | Équipes  | Rufai - Sofoluwe (en), Adeshina, Eboigbe, Omokaro (en) - Igbinobaro, Obobaifo (en) ( Amoo), Nwosu, Edobor - Nkeazor, Siasia (Remplaçant utilisé: Yekini) |         | Arbitrage : Hafidh Ali Tahir (sw)    | Arbitrage : Hafidh Ali Tahir (sw) |

| 17 octobre 1987 | Nigeria                | 2 - 0   | Zimbabwe | Surulere Stadium Lagos, Nigeria               |                                               |
| | Okosieme (en) · Edobor | (? - ?) |          | Arbitrage : Dodji Mawuk Hounnaké-Kouassi (hu) | Arbitrage : Dodji Mawuk Hounnaké-Kouassi (hu) |
| Rufai - Sofoluwe (en), Adeshina, Eboigbe, Omokaro (en) - Amoo ( Odu), Obobaifo (en) ( Obiku), Nwosu, Edobor - Yekini, Okosieme (en) | Équipes                |         |          | Arbitrage : Dodji Mawuk Hounnaké-Kouassi (hu) | Arbitrage : Dodji Mawuk Hounnaké-Kouassi (hu) |

| 1er novembre 1987 | Côte d’Ivoire | 0 - 0 | Maroc | Stade Félix-Houphouët-Boigny Abidjan, Côte d'Ivoire |                             |
|                   |               | (0 - 0) |       | Arbitrage : Simon Bantsimba                         | Arbitrage : Simon Bantsimba |
|                   | Équipes       | Zaki - Jilal, El Biyaz, Ouadani, Lamriss - Timoumi, Amanallah, El Haddaoui, Khairi - Fadil, Nader ( Laghrissi) |       | Arbitrage : Simon Bantsimba                         | Arbitrage : Simon Bantsimba |

| 13 novembre 1987 | Égypte  | 0 - 1 a. p. | Tunisie    | Nasser Stadium Le Caire, Égypte |                         |
| |         | (0 - 0, 0 - 0) | Limam 109e | Arbitrage : Badara Sène         | Arbitrage : Badara Sène |
| Shobair - Shehata (ar), Sedki ( Al Sayed), Omar (en), Yassin - Abdel Latif, Abdelghani, El Kass, Abouzaid - Hassan, Abdel Hamid ( Ramadan) | Équipes | Chouchane (en) - Mizouri (en), Bousnina (en), Mahjoubi, Okbi (en), Baouab (en) ( Abid (en)) - Maâloul, Mehedhebi (en), Rouissi - Abdelli ( Limam) |            | Arbitrage : Badara Sène         | Arbitrage : Badara Sène |

| 14 novembre 1987                                                         | Cameroun                   | 2 - 2   | Ghana                 | Stade Ahmadou-Ahidjo Yaoundé, Cameroun       |                                              |
|                                                                          | Milla 32e · Omam-Biyik 82e | (1 - 1) | Tegoe 18e · Smith 54e | Spectateurs : 80 000 Arbitrage : Mark Dormoh | Spectateurs : 80 000 Arbitrage : Mark Dormoh |
| Songo'o - Kundé, ?, ? - Kana-Biyik, Mbouh, M'Fédé, ? - Omam-Biyik, Milla | Équipes                    |         |                       | Spectateurs : 80 000 Arbitrage : Mark Dormoh | Spectateurs : 80 000 Arbitrage : Mark Dormoh |

| 15 novembre 1987 | Maroc                                 | 2 - 1 | Côte d’Ivoire      | Stade Mohammed-V Casablanca, Maroc                   |                                                      |
| | El Haddaoui 28e (pen.) · El Biyaz 86e | (1 - 0) | Guédé-Gba (it) 78e | Spectateurs : 80 000 Arbitrage : Abderrahmane Bergui | Spectateurs : 80 000 Arbitrage : Abderrahmane Bergui |
| | Rapport                               | |                    | Spectateurs : 80 000 Arbitrage : Abderrahmane Bergui | Spectateurs : 80 000 Arbitrage : Abderrahmane Bergui |
| Zaki - Jilal, El Biyaz, Ouadani ( 5e Jabrane), Lamriss - Amanallah, Dolmy, El Haddaoui, Khairi ( 62e Laghrissi) - Bouderbala, Fadil | Équipes                               | Gouaméné - Kouamé, Lué, Diaby, Hobou - Ben Salah, Gadji Celi ( 83e Lignon), Zahoui - Miézan, Traoré, Tiéhi ( 53e Guédé-Gba (it) 78e) |                    | Spectateurs : 80 000 Arbitrage : Abderrahmane Bergui | Spectateurs : 80 000 Arbitrage : Abderrahmane Bergui |

| 15 novembre 1987                   | Zambie                                              | 5 - 0   | Ouganda | Independence Stadium (en) Lusaka, Zambie |                            |
|                                    | Kabugo 50e (csc) · Nyirenda 65e 72e · Siame 56e 64e | (0 - 0) |         | Arbitrage : Bester Kalombo               | Arbitrage : Bester Kalombo |
| Chabala - Makinka, Nyirenda, Siame | Équipes                                             |         |         | Arbitrage : Bester Kalombo               | Arbitrage : Bester Kalombo |

|  | Algérie | Q. - forfait | Libye |  |  |
|  |         |              |       |  |  |

### Troisième tour
| Équipe 1 | Résultat | Équipe 2 | Aller | Retour   |
| -------- | -------- | -------- | ----- | -------- |
| Algérie  | 1 - 2 ap | Nigeria  | 1 - 0 | 0 - 2 ap |
| Tunisie  | 3 - 2    | Maroc    | 1 - 0 | 2 - 2    |
| Zambie   | 2 - 1    | Ghana    | 2 - 0 | 0 - 1    |

#### Détail des rencontres
| 15 janvier 1988 | Algérie     | 1 - 0 | Nigeria | Stade du 19-Mai Annaba, Algérie                      |                                                      |
| | Oudjani 47e | (0 - 0) |         | Spectateurs : 70 000 Arbitrage : Jean-Fidèle Diramba | Spectateurs : 70 000 Arbitrage : Jean-Fidèle Diramba |
| | Rapport     | |         | Spectateurs : 70 000 Arbitrage : Jean-Fidèle Diramba | Spectateurs : 70 000 Arbitrage : Jean-Fidèle Diramba |
| Drid - Chaïb, Megharia, Belgherbi, Benhalima - Ferhaoui, Chérif El-Ouazzani ( Mansouri), Belloumi, Yahi - Oudjani, Menad ( Djahmoune) | Équipes     | Rufai - Sofoluwe (en), Keshi, Eboigbe, Omokaro (en) - Eguavoen, Obobaifo (en) ( Oliha), Adeshina, Edobor - Siasia, Odegbami ( Okosieme (en)) |         | Spectateurs : 70 000 Arbitrage : Jean-Fidèle Diramba | Spectateurs : 70 000 Arbitrage : Jean-Fidèle Diramba |

| 17 janvier 1988 | Tunisie   | 1 - 0 | Maroc | Stade olympique d'El Menzah Tunis, Tunisie      |                                                 |
| | Dhiab 15e | (1 - 0) |       | Spectateurs : 40 000 Arbitrage : Mohamed Hansal | Spectateurs : 40 000 Arbitrage : Mohamed Hansal |
| | Rapport   | |       | Spectateurs : 40 000 Arbitrage : Mohamed Hansal | Spectateurs : 40 000 Arbitrage : Mohamed Hansal |
| Chouchane (en) - El-Ouachi (en), Mahjoubi, Okbi (en), Abderrazak Chehat - Hergal ( Rouissi), Maâloul, Baouab (en), Dhiab - Rakbaoui, Yahmadi ( Limam) | Équipes   | Zaki - Laâbd, Jilal, Jabrane, Ouadani - Timoumi, Benabicha, Dolmy, Khairi - Merry ( El Gharef), Souadi ( Kiddi) |       | Spectateurs : 40 000 Arbitrage : Mohamed Hansal | Spectateurs : 40 000 Arbitrage : Mohamed Hansal |

| 17 janvier 1988                                                                                            | Zambie                    | 2 - 0                                                                                            | Ghana | Independence Stadium (en) Lusaka, Zambie |  |
| | Chansa ?? · K. Bwalya 73e | (? - ?)                                                                                          |       |                                          |  |
| | Rapport                   |                                                                                                  |       |                                          |  |
| Chabala - Chabinga (en), Mwanza, Melu, Simukonda - J. Bwalya, Musonda, Makinka, K. Bwalya - Msiska, Chansa | Équipes                   | Odom - Tegoe, Aboagye, Asiedu, Appiah - Gyamfi (en), Acquaye, Opoku Nti - Smith, Yeboah, Sumaila |       |                                          |  |

| 30 janvier 1988 | Nigeria                   | 2 - 0 a. p. | Algérie | Nnamdi Azikiwe Stadium (en) Enugu, Nigeria     |                                                |
| | Adeshina 32e · Nwosu 114e | (1 - 0, 1 - 0) |         | Spectateurs : 35 000 Arbitrage : Mohamed Hafez | Spectateurs : 35 000 Arbitrage : Mohamed Hafez |
| Rufai - Sofoluwe (en), Keshi, Eboigbe, Omokaro (en) - Eguavoen, Adeshina, Okwaraji, Nwosu - Okenla (en) ( Edobor), Okosieme (en) ( Siasia) | Équipes                   | Drid - Chaïb, Megharia, Belgherbi, Benhalima - Boukar, Kechamli, Belloumi ( Medane), Yahi - Djahmoune, Oudjani ( Bentayeb) |         | Spectateurs : 35 000 Arbitrage : Mohamed Hafez | Spectateurs : 35 000 Arbitrage : Mohamed Hafez |

| 30 janvier 1988 | Maroc                   | 2 - 2 | Tunisie                       | Complexe sportif Moulay-Abdallah Rabat, Maroc |                                              |
| | Khairi 26e · Krimau 32e | (2 - 1) | Jabrane 19e (csc) · Dhiab 90e | Spectateurs : 50 000 Arbitrage : Badara Sène  | Spectateurs : 50 000 Arbitrage : Badara Sène |
| Zaki - Laâbd 72e,Jilal, Jabrane, Lamriss - Timoumi, Amanallah ( 88e Merry), Dolmy, Khairi - Fadil ( 25e El Gharef), Krimau | Équipes                 | Chouchane (en) - Mizouri (en), Mahjoubi, Okbi (en), Abderrazak Chehat - Mehedhebi (en), Maâloul, Gharbi (it), Dhiab - Rakbaoui ( 80e Limam), Rouissi ( 80e Bousnina (en)) |                               | Spectateurs : 50 000 Arbitrage : Badara Sène  | Spectateurs : 50 000 Arbitrage : Badara Sène |

| 31 janvier 1988 | Ghana      | 1 - 0 | Zambie | Accra Sports Stadium Accra, Ghana |                      |
| | Yeboah 17e | (1 - 0) |        | Spectateurs : 60 000              | Spectateurs : 60 000 |
| | Rapport    | |        | Spectateurs : 60 000              | Spectateurs : 60 000 |
| Ansah - Eshun (en), Aboagye, Asiedu, Appiah - Kumi, Imoro, Quarshie ( Abdul Razak) - Smith, Yeboah, Kofi Abbrey ( Opoku Nti) | Équipes    | Chabala - Chabinga (en), Mwanza, Melu, Simukonda - J. Bwalya, Makinka, K. Bwalya ( Mumba (en)) - Chikabala, Nyirenda, Chansa |        | Spectateurs : 60 000              | Spectateurs : 60 000 |